# Huwwarin
Huwwarin (in arabo حوارين‎?) è un villaggio della Siria centrale, amministrativamente fa parte del Governatorato di Homs e si trova a sud del capoluogo. È situata in un'oasi nel deserto siriano presso Mahin tra Sadad a ovest e al-Qaryatayn a est. I suoi abitanti sono prevalentemente di religione sunnita.
Nell'agosto 2015, lo Stato Islamico conquistò Mahin e Huwwarin. La città fu ripresa dall'Esercito arabo siriano il 29 dicembre 2015.

## Storia
Huwwarin fu una città molto importante in Epoca Bizantina quando faceva parte della Provincia di Siria ed era conosciuta come "Evaria", "Euaria" o "Aueria". Era usata anche la denominazione di "Hawarin" secondo le iscrizioni in siriaco risalenti al IV-VI secolo d.C.. I bizantini avevano insediato diverse unità armate in città, mentre esisteva una diocesi presso Huwwarin nel 451. Più tardi divenne Sede titolare della  Fenicia Libanese. Secondo Tolomeo faceva parte del distretto di Palmira. I Ghassanidi, che erano Arabi cristiani, si insediarono a Huwwarin e il loro primo vescovo, Giovanni di Evaria, era originario della città. Dal 519 era presente in città almeno una chiesa.
Nel tardo VI secolo Magnus il Siriano, un eminente aristocratico, con diverse proprietà in città, fece costruire a Huwwarin un'altra chiesa e finanziò molte costruzioni in città. Nel 573 fu eretto a Municipio dai bizantini. Nel 581 Magnus invitò il Filarca Ghassanide Al-Mundhir ibn al-Harith alla consacrazione della nuova chiesa di Huwwarin in rappresentanza dell'imperatore. Al-Mundhir era stato accusato di tradimento da Maurizio, un alto funzionario dell'imperatore Tiberio II Costantino, e Magnus ne favorì l'arresto, insieme alla moglie e ai tre figli, quando giunsero a Huwwarin li inviò a Costantinopoli.
Di conseguenza, i Ghassanidi si rivoltarono contro i bizantini in Siria, Palestina e Arabia Petraea sotto la guida di al-Nu'man VI figlio di Al-Mundhir. Dopo la fuga di Magnus da Huwwarin, le truppe di al-Nu'man conquistarono la città. Resero schiavi numerosi abitanti della città e presero prigionieri tutti gli altri, e spogliarono la città di tutte le sue ricchezze. Secondo lo storico bizantino Giorgio di Cipro, dal VI secolo Huwwarin divenne Diocesi suffraganea del vescovo di Damasco.